# Панделис Кандилас
Панделис Кандилас или капитан Кокинос (на гръцки: Παντελής Κανδύλας, καπετάν Κόκκινος) е гръцки андартски капитан, деец на Гръцката въоръжена пропаганда в Западна Македония.

## Биография
Панделис Кандилас е роден в костурското гръцко село Богатско, тогава в Османската империя, днес в Гърция. Участва във въстанито от 1896 година и в Гръцко-турската война от 1897 година. В 1904 година оглавява собствена чета от 5 души. В същата година се среща с Павлос Мелас в Лехово. Сътрудничи с Георгиос Цондос, с когото участват в начинания срещу българските чети и села в Костенарията. Участва в сражението при Либешово, в което е убит войводата на ВМОРО Костандо Живков. В 1905 година е заловен от властите, заедно с хора на Александрос Караливанос и осъден на три години затвор.